# Вулиця Ордене
Вулиця Ордене (фр. Rue Ordener) — вулиця у 18-му окрузі Парижа.

## Розташування
Вулиця завдовжки понад 2 кілометри перетинає майже весь 18-ий округ. Починається на північному заході на вулиці Шампйоне і закінчується на південному сході на вулиці де ла Шапель. Приблизно посередині вулиці розташована ратуша 18-го округу навпроти станції метро Jules Joffrin (лінія ) та Собор Нотр-Дам де Кліньянкур.

## Походження імені

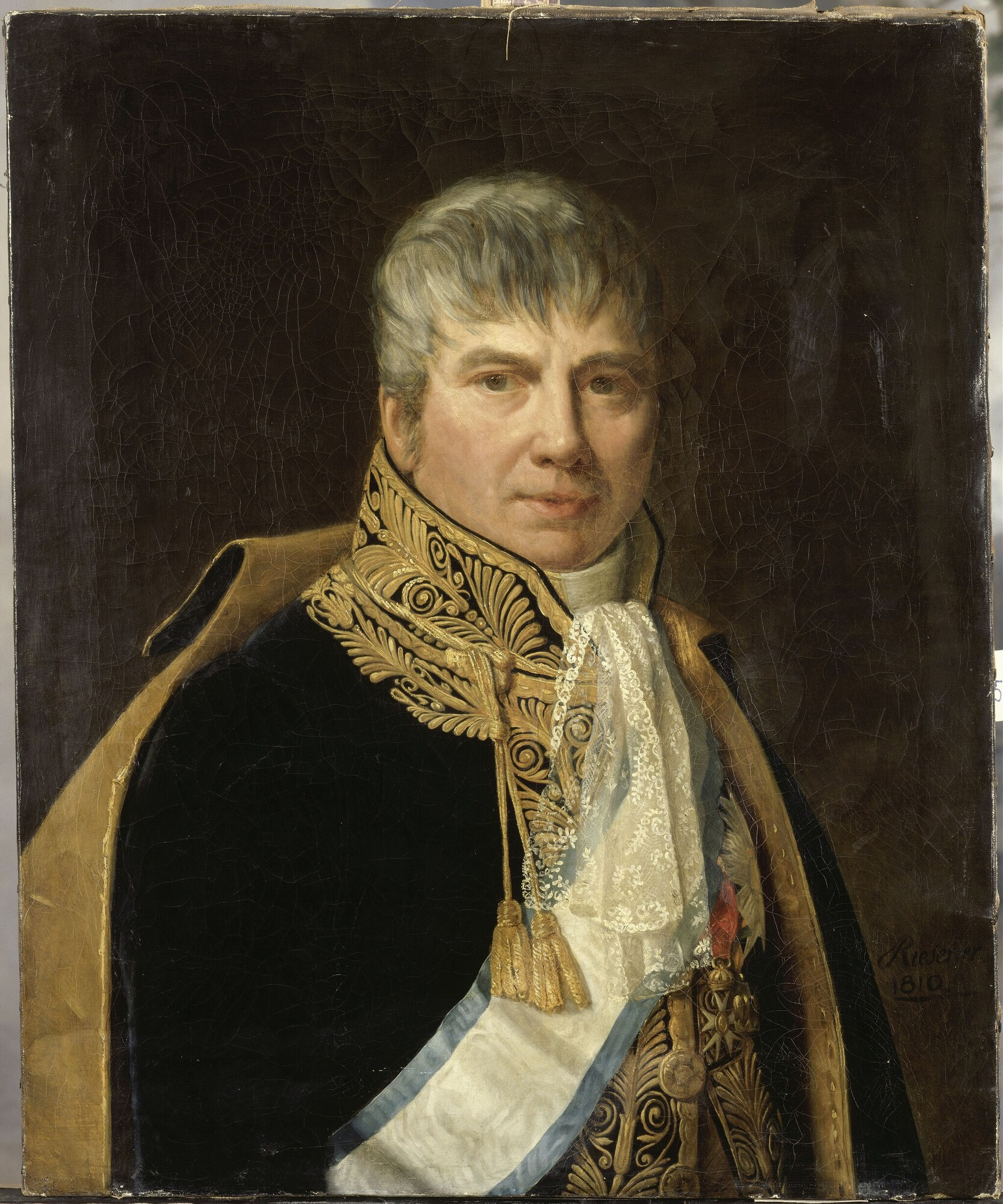
Мішель Ордене

Вулиця названа на честь Мішеля Ордене (1755—1811), генерала французької революції та імперії.

## Історія
Вулиця Ордене в колишньому незалежному муніципалітеті Монмартр складалася з таких ділянок:
- Вулиця Маркаде між вулицею Шапель і вулицею Стефенсона
- «Chemin dit de la Croix-Moreau», що йде від «rue des Portes-Blanches», між вулицею Кліньянкур і вулицею дю Пото
- Вулиця Клоїс (Rue des Cloÿs) між вулицями Дамремон і Шампйоне

У 1863 році вулиця Ордене була включена до списку вулиць Парижа, потім розширена, щоб включити ділянку між вулицями Стефенсон і Кліньянкур, а 2 березня 1867 року одержала своє нинішнє ім'я.

## Визначні будівлі
- № 189: «Cité Montmartre-aux-artistes» вважається найбільшим будинком художників у Європі. Його спроєктував у 1929 році архітектор Адольф Тьєр (1878—1957).[2]

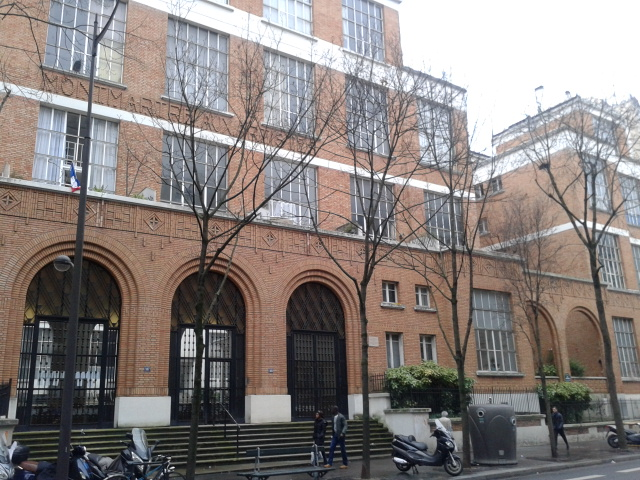
№ 189 «Cité Montmartre-aux-artistes»
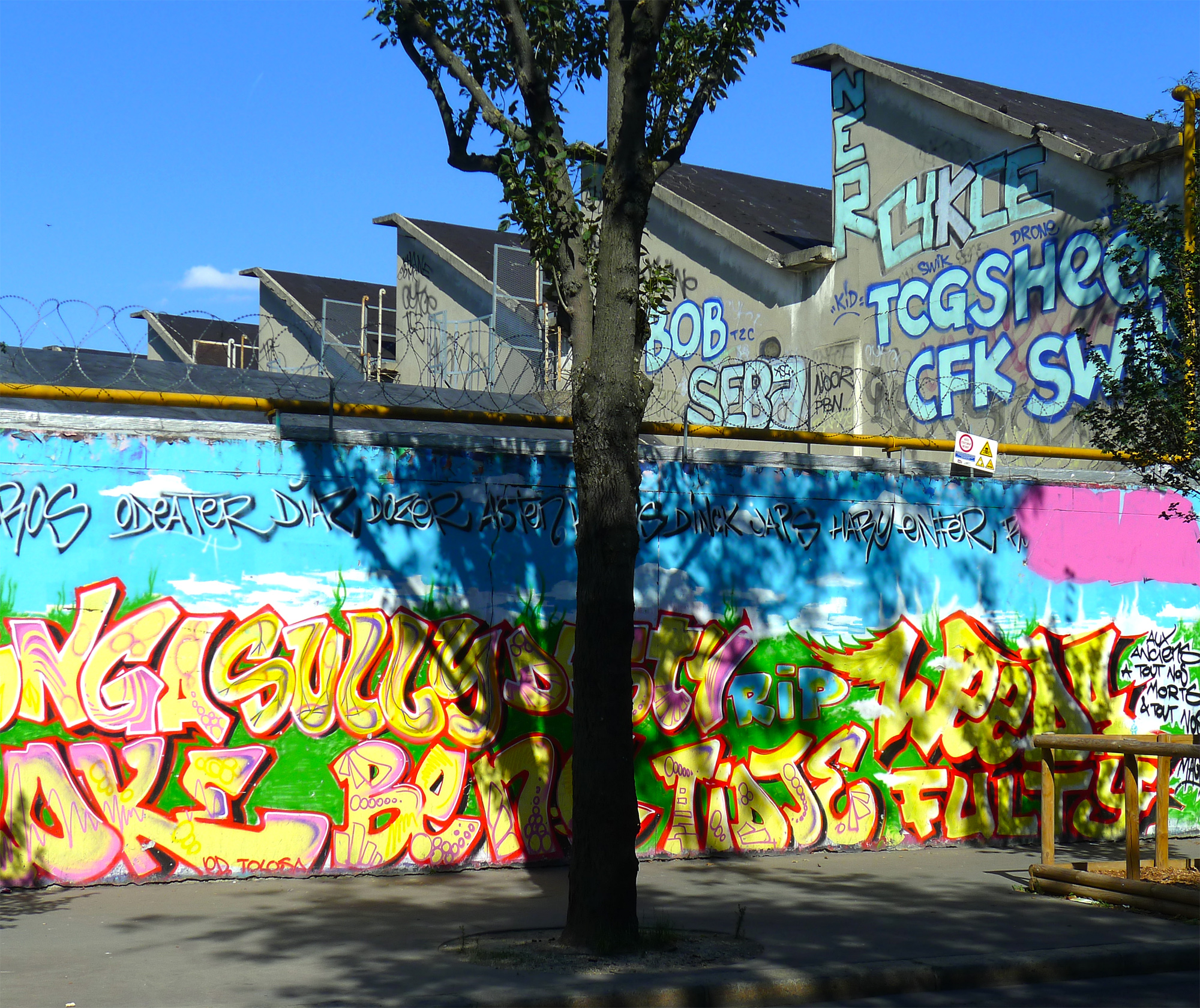
Вуличне мистецтво на вулиці Ордене і площі Луї Байо (2015)

## Вулиця Ордене в культурі
На вулиці Ордене пройшло дитинство французької філософині Сари Кофман. Про своє дитинство, позначене жахливим досвідом нацистської окупації Парижа, вона розповіла в автобіографічній книжці «Вулиця Ордене, вулиця Лаба».
Реп-група Svinkels посилається на вулицю Ордене у пісні Série Noire.